# 第77回全日本アイスホッケー選手権大会
第77回全日本アイスホッケー選手権大会（だい77かい ぜんにほんアイスホッケーせんしゅけんたいかい）は、2010年3月1日から3月7日まで北海道苫小牧市の苫小牧市白鳥アリーナ、苫小牧市沼ノ端スケートセンター開催された全日本アイスホッケー選手権大会である。日本製紙クレインズが3大会ぶり3度目の優勝。

## 出場チーム
出場チームは下記の28チーム。
アジアリーグアイスホッケー
- 日本製紙クレインズ
- 王子イーグルス
- 東北フリーブレイズ
- 日光アイスバックス

関東大学アイスホッケーリーグ戦
- 早稲田大学
- 東洋大学
- 明治大学
- 中央大学

北海道学生アイスホッケーリーグ
- 苫小牧駒澤大学

東北地区学生アイスホッケー選手権大会
- 東北福祉大学

関西学生アイスホッケーリーグ
- 関西大学

高校
- 北海道清水高校
- 東北高校
- 八戸工業大学第一高校
- 埼玉栄高校

ブロック予選
- トヨタ自動車北海道（北海道）
- タダノ（北海道）
- 釧路厚生社（北海道）
- 苫小牧市役所（北海道）
- 新日鉄室蘭（北海道）
- 吉田産業（東北）
- 青い森信用金庫（東北）
- 八戸ブルースターズ（東北）
- 三井物産（東京）
- NTT（東京）
- チームハセガワ（関東）
- 滋賀クラブ（近畿）
- 香川アイスフェローズ（中四国・九州）

## 試合結果
1回戦　3月1日
| 時刻   | 沼端                                    | 白鳥                                    |
| ------ | --------------------------------------- | --------------------------------------- |
| 10：00 | 苫小牧市役所 4 - 7 東洋大学             | 新日鉄室蘭 不戦勝 - 不戦敗 東北高校     |
| 13：00 | 香川アイスフェローズ 16 - 1 NTT         | トヨタ自動車北海道 7 - 6 チームハセガワ |
| 16：00 | タダノ 7 - 1 埼玉栄高校                 | 青い森信用金庫 1 - 6 釧路厚生社         |
| 19：00 | 北海道清水高校 6 - 1 八戸ブルースターズ | 三井物産 5 - 1 東北福祉大学             |

2回戦　3月2日
| 時刻   | 沼端                                | 白鳥                                |
| ------ | ----------------------------------- | ----------------------------------- |
| 10：00 | 八戸工大一高校 2 - 5 東洋大学       | 新日鉄室蘭 0 - 15 明治大学          |
| 13：00 | 香川アイスフェローズ 5 - 1 吉田産業 | 早稲田大学 5 - 0 トヨタ自動車北海道 |
| 16：00 | 滋賀クラブ 2 - 3 タダノ             | 釧路厚生社 0 - 3 関西大学           |
| 19：00 | 北海道清水高校 1 - 6 中央大学       | 苫小牧駒澤大学 4 - 3 三井物産       |

3回戦　3月3日
| 時刻   | 白鳥                                  |
| ------ | ------------------------------------- |
| 10：00 | 東洋大学 4 - 6 明治大学               |
| 13：00 | 早稲田大学 4 - 1 香川アイスフェローズ |
| 16：00 | タダノ 2 - 7 関西大学                 |
| 19：00 | 苫小牧駒澤大学 1 - 8 中央大学         |

準々決勝　3月5日
| 時刻   | 白鳥                                |
| ------ | ----------------------------------- |
| 10：00 | 明治大学 4 - 6 東北フリーブレイズ   |
| 13：00 | 日本製紙クレインズ 4 - 3 早稲田大学 |
| 16：00 | 関西大学 0 - 7 王子イーグルス       |
| 19：00 | 日光アイスバックス 1 - 5 中央大学   |

準決勝　3月6日
| 時刻   | 白鳥                                        |
| ------ | ------------------------------------------- |
| 12：00 | 日本製紙クレインズ 5 - 1 東北フリーブレイズ |
| 15：00 | 中央大学 2 - 8 王子イーグルス               |

3位決定戦　3月7日
| 時刻   | 白鳥                              |
| ------ | --------------------------------- |
| 10：00 | 東北フリーブレイズ 6 - 3 中央大学 |

決勝　3月7日
| 時刻   | 白鳥                                    |
| ------ | --------------------------------------- |
| 13：00 | 日本製紙クレインズ 5 - 1 王子イーグルス |

## 表彰
| 部門       | 受賞者         | 所属               |
| 最優秀選手 | ユール・クリス | 日本製紙クレインズ |

## 備考
中央大学がアジアリーグの日光アイスバックスを破ってベスト4入り。学生チームがトップリーグのチームを下すのは、第60回大会で明治大学が日本アイスホッケーリーグの雪印に4-3で勝利して以来。